# Lagynochthonius australicus
Lagynochthonius australicus är en spindeldjursart som först beskrevs av Beier 1966.  Lagynochthonius australicus ingår i släktet Lagynochthonius och familjen käkklokrypare. Inga underarter finns listade i Catalogue of Life.